# 華麗なる皇帝陛下
『華麗なる皇帝陛下』（かれいなるエンペラー、原題：哦! 我的皇帝陛下）は、2018年に中華人民共和国で製作された連続テレビドラマ。再生回数が18億回を超えた恋愛喜劇。
ヒロイン菲菲（フェイフェイ）役は2017年にデビューした趙露思（チャオ・ルースー）が演じ、皇帝北堂弈（ほくどう・えき）役は中国の人気男性グループX NINEのメンバーである谷嘉誠（グー・ジアチェン）が演じた。このドラマにはX NINEのメンバー9人全員が出演している。作品は高博（ガオ・ボー）が監督し、脚本は第1話から第21話までを柳暗花溟（リウアンホァミン）が書き、第22話から第42話までを尹航（イン・ハン）と李晗（リー・ハン）が書いた。
日本ではDVDが発売され、Amazon Prime VideoやdTV、ビデオマーケットなどでインターネットを通じて配信もされた。

## あらすじ
物語は現代中国で始まるが、すぐに過去の中国の架空の国に舞台が移る。現代中国で研修医をしていた若い女性である洛菲菲（ルオ・フェイフェイ）は、事故をきっかけにして、気づいてみると黄道国という過去の中国にいる。そこで現代で生活していたときにファンだった人気男性歌手の佳成（ジアチョン）そっくりの北堂弈（ほくどう・えき）という皇帝に出会う。

## 登場人物

### 主要人物
洛菲菲（ルオ・フェイフェイ）
演 - 趙露思（チャオ・ルースー）
現代中国の研修医。
北堂弈（ほくどう・えき）
演 - 谷嘉誠（グー・ジアチェン、X NINE）
黄道国の皇帝。
北堂棠（ほくどう・とう）
演 - 伍嘉成（ウー・ジアチョン、X NINE）
皇帝の弟。唐王（とうおう）。
北堂墨染（ほくどう・ぼくせん）
演 - 肖戦（シャオ・ジャン、X NINE）
皇帝の叔父。宸王（しんおう）。
白無塵（はく・むじん）
演 - 彭楚粤（ポン・チューユエ、X NINE）
祭祀や儀礼をつかさどる礼部の長官。男勝り（おとこまさり）の大将軍である勝男の幼なじみ。勝男は親の決めた結婚相手。
楚勝男（そ・しょうなん）
演 - 謝林彤（シエ・リントン）
大将軍。幼なじみの無塵に「大力」（ダーリー、だいりき）と呼ばれる女性。無塵は親の決めた結婚相手。
尚羽（しょう・う）
演 - 焉栩嘉（イエン・シュージア、X NINE）
墨染の従者。
謝嫣然（しゃ・えんぜん）
演 - 宋楠惜（ソン・ナンシー）
丞相の娘。墨染を愛している。

### その他の人物
蘇尋仙（そ・じんせん）
演 - 陳沢希（チェン・ザーシー、X NINE）
御用商人。墨染の幼なじみ。
房建（ぼう・けん）
演 - 周卓（ジョウ・ジュオ）
護皇（宮廷の護衛兵）の兵長。
西風烈（せい・ふうれつ）
演 - 黄天宇（ホアン・ティエンユー）
墨染の護衛。
梅大仁（ばい・たいじん）
演 - 李蓓璽（リー・ベイシー）
戸部の長官（財務大臣）。
張天正（ちょう・てんせい）
演 - 劉浪（リウ・ラン）
欽天監（天文行政の役人）。
北堂靖（ほくどう・せい）
演 - 郭子凡（グオ・ズーファン、X NINE）
前皇帝。太上皇。
谷磊（こく・らい）
演 - 趙磊（ジャオ・レイ、X NINE）
大臣。
瑶光（よう・こう）
演 - 夏之光（シア・ジーグアン、X NINE）
大臣。
秦政（しん・せい）
演 - 王竟力（ワン・ジンリー）
大臣。
佳成（ジアチョン）
演 - 谷嘉誠（グー・ジアチェン、X NINE）
現代中国の人気歌手。